# Погост (Ленінградська область)
Погост (рос. Погост) — присілок у Гатчинському районі Ленінградської області Російської Федерації.
Населення становить 64 особи. Належить до муніципального утворення Кобринське сільське поселення.

## Географія
Населений пункт розташований на південній околиці міста Санкт-Петербурга.

## Історія
Згідно із законом від 16 грудня 2004 року № 113—оз належить до муніципального утворення Кобринське сільське поселення.

## Населення
| 1782 | 1795 | 1838 | 1848 | 1862 | 1928 | 1958 |
| ---- | ---- | ---- | ---- | ---- | ---- | ---- |
| 59   | ↗98  | ↘68  | ↗74  | ↗77  | ↗176 | ↗243 |
| 1997 | 2002 | 2007 | 2010 | 2014 | 2017 |      |
| ↘51  | ↗62  | ↘59  | ↗61  | ↘60  | ↗64  |      |